# Bomolocha perpallida
Bomolocha perpallida är en fjärilsart som beskrevs av Dyar 1904. Bomolocha perpallida ingår i släktet Bomolocha och familjen nattflyn. Inga underarter finns listade i Catalogue of Life.